# Palazzo Marzichi-Lenzi
Palazzo Marzichi-Lenzi è un palazzo di Firenze situato in Borgo Pinti 27.

## Storia

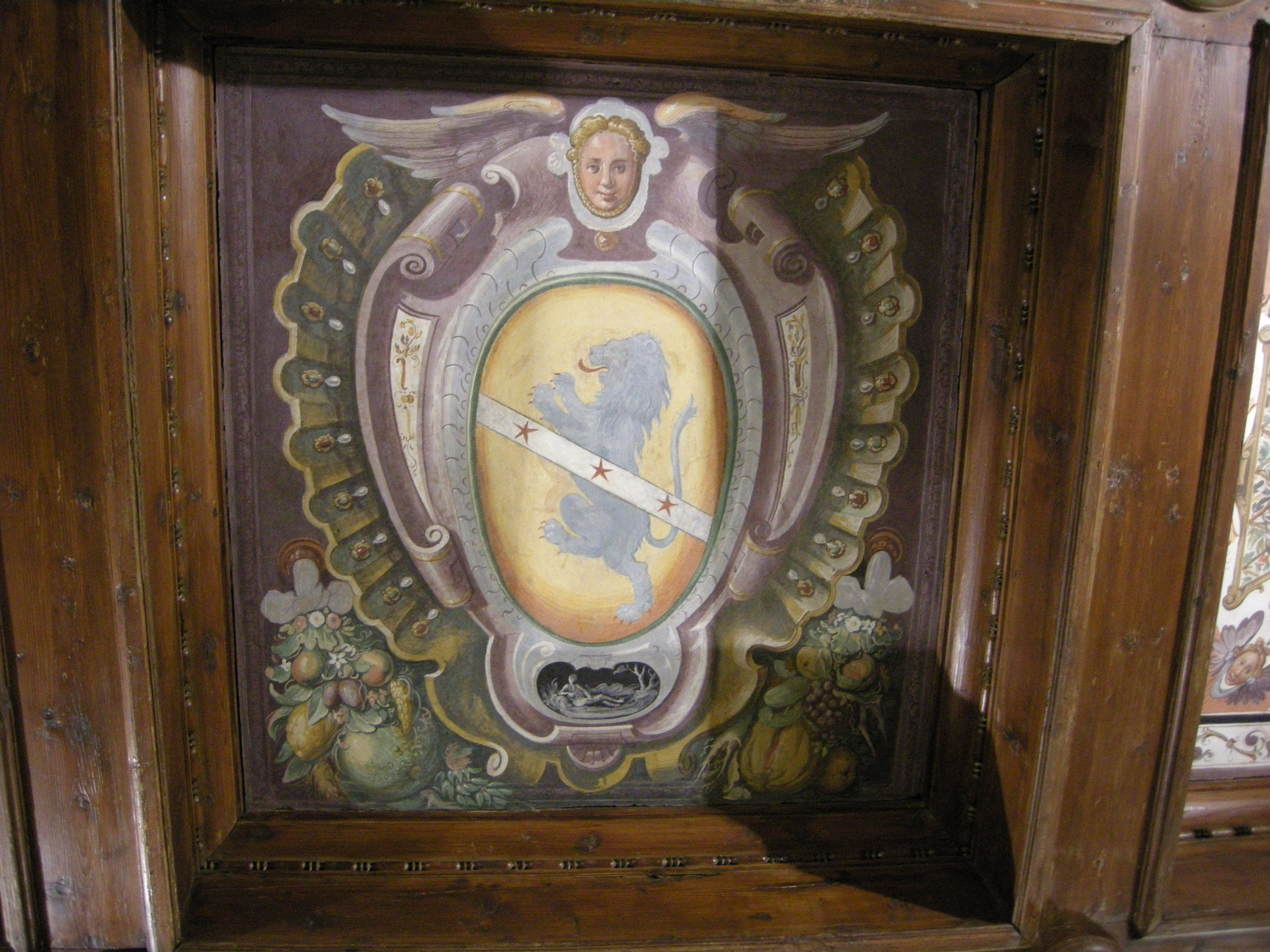
Stemma dei Neri Ridolfi

Si tratta di un edificio originariamente configuratosi nel Trecento come casa corte mercantile medioevale, quindi ridisegnato negli interni tra Quattro e Cinquecento e, per quanto riguarda il fronte, di tipologia decisamente cinquecentesca (ma nella letteratura consultata è indicato spesso come del secolo precedente). Già dei Tedaldi, quindi dei Neri Ridolfi, passò in data imprecisata ai Marzichi Lenzi.
Acquistato dalla famiglia Ciardi Duprè nel 1956 fu notevolmente danneggiato dalle acque dell'alluvione del 1966. Restaurato, è attualmente occupato da un albergo (Hotel Monna Lisa) sempre gestito dalla famiglia Ciardi Duprè.
Nel 2017 l'Hotel Monna Lisa viene acquistato dalla Famiglia Bernardelli Ponti di Milano ed entra a far parte del Gruppo Alberghiero Dei Cavalieri Collection gestito dalla famiglia stessa, la quale opera sull'Antico Palazzo importanti ristrutturazioni successivamente ad un progetto che riceve il benestare della Soprintendenza alle Belle Arti di Firenze. Dell'hotel viene anche ridefinito il nome in "Relais Monna Lisa" per la presenza del meraviglioso giardino che conferisce allo Storico Palazzo Marzichi Lenzi, assieme agli immobili definiti "La Limonaia" e "La Scuderia", che ne contornano assieme il giardino, dei connotati architettonici e di ambiente maggiormente vicini a quelli di un Relais. 
Il palazzo appare nell'elenco redatto nel 1901 dalla Direzione Generale delle Antichità e Belle Arti, quale edificio monumentale da considerare patrimonio artistico nazionale.

## Descrizione
All'esterno è caratterizzato da un prospetto intonacato di quattro assi per tre piani più un mezzanino, sul quale spiccano in vistoso aggetto le parti a bugnato (il massiccio portone, le cornici delle finestre, le fasce marcapiano e le cantonate). Al centro della facciata è uno scudo con l'arme taurina utilizzata sia dai Lenzi sia dai Marzichi (d'azzurro, al rincontro di toro d'oro). Walther Limburger segnala nel vestibolo un portale rinascimentale e il bel soffitto a cassettoni dipinto con grottesche che è possibile ricondurre a Bernardino Poccetti o alla sua cerchia (restaurato nel 2001 da Gioia Germani). Tra i decori compaiono numerose imprese e uno scudo dipinto con l'arme dei Neri Ridolfi (d'oro, al leone d'azzurro, e alla banda attraversante d'argento caricata di tre stelle a sei punte del campo).
All'interno possiede una notevole collezione d'arte, nella quale spiccano un bronzetto di Giambologna, bozzetto per il Ratto delle Sabine, ed una collezione di disegni e sculture dello scultore senese Giovanni Dupré: questa concentrazione di opere dell'artista neoclassico è dovuta al fatto che la famiglia oggi proprietaria del palazzo discende dall'artista stesso, i Ciardi-Dupré.
Sul lato verso via della Pergola, con un accesso privato da una piccola strada privata, si trova un piccolo giardini all'italiana, confinante col già celebre giardino dei Caccini.

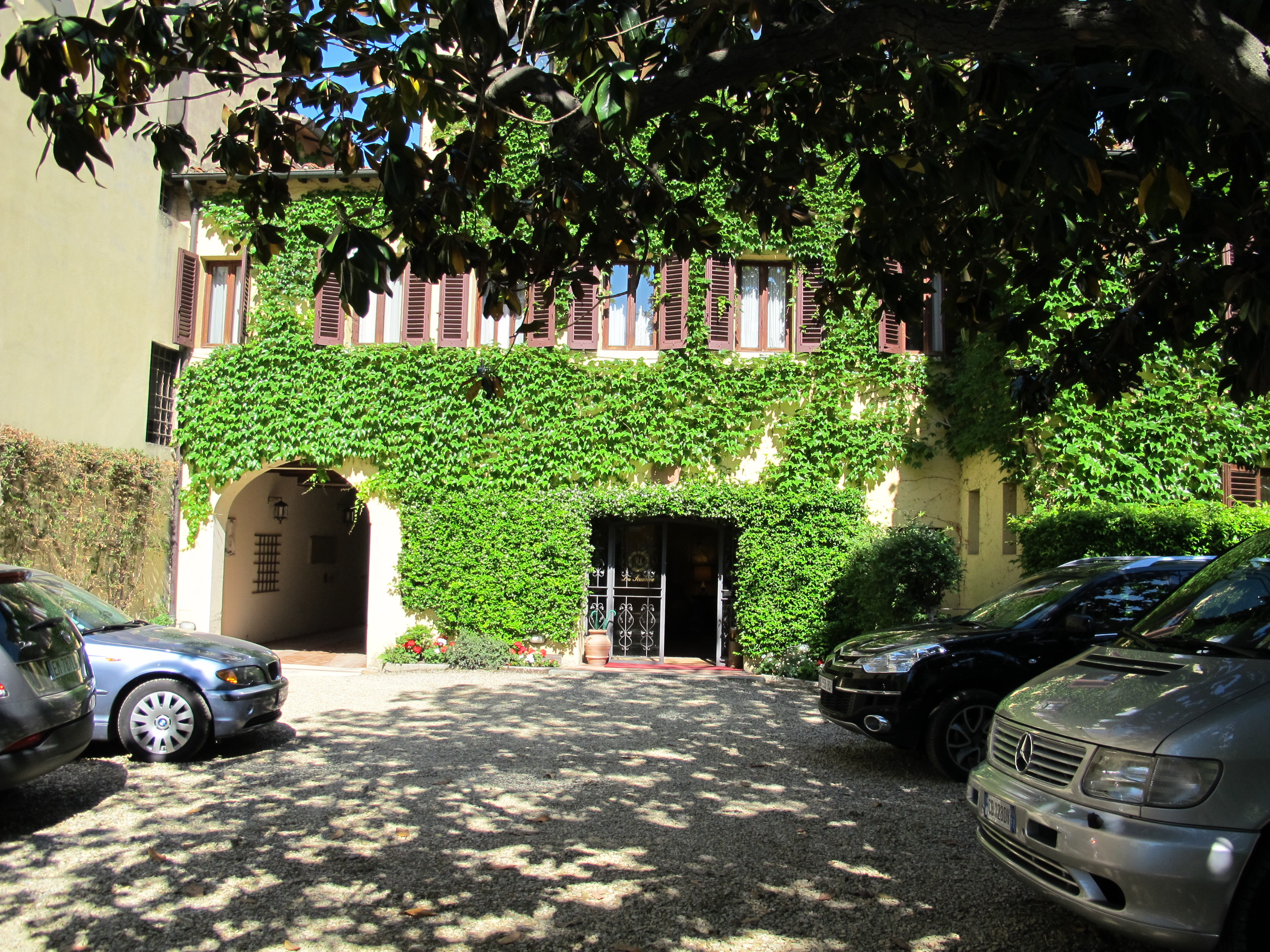
Il giardino

## Bibliografia

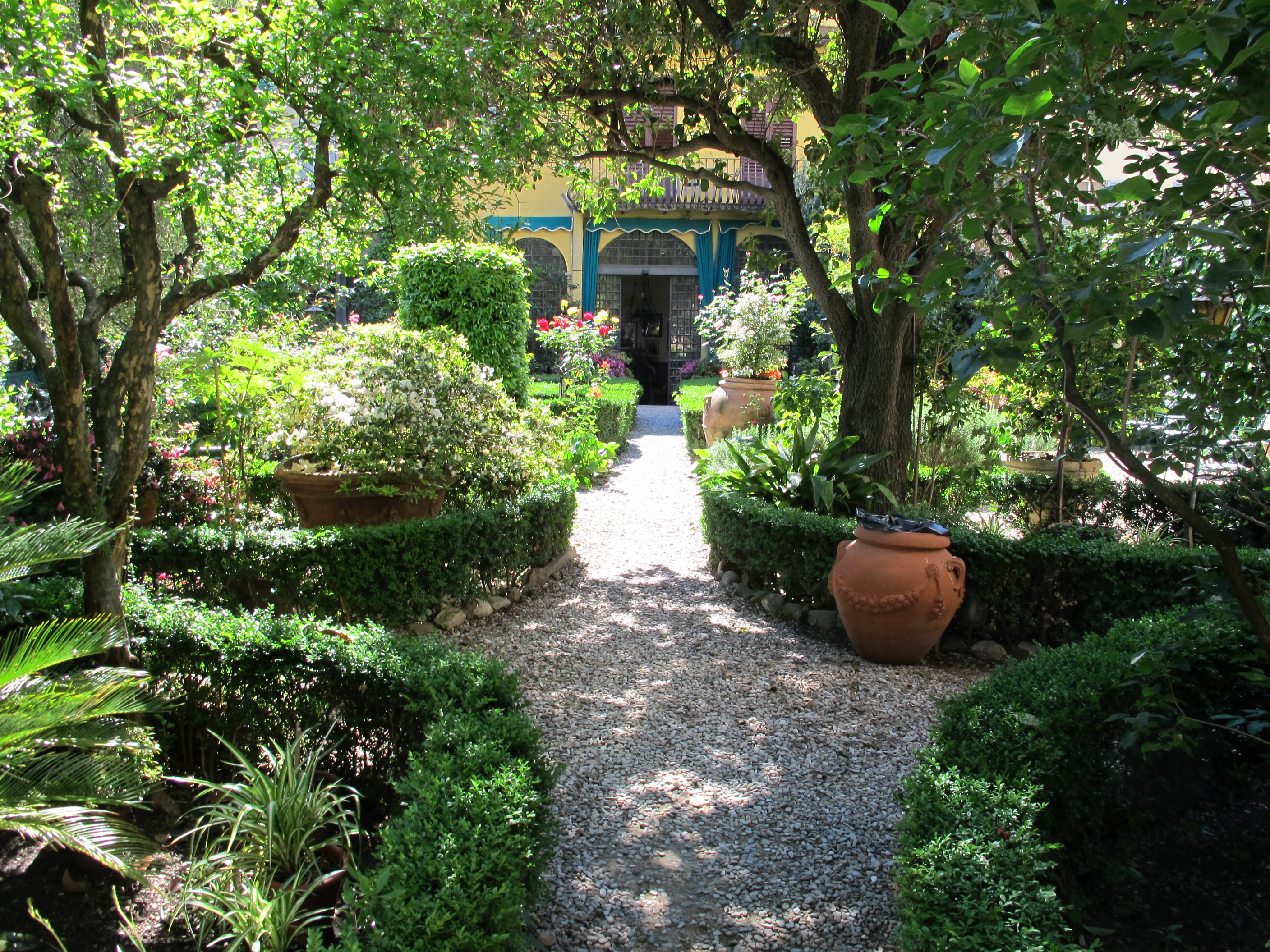
Il giardino